# Elia Millosevich

Elia Filippo Francesco Giuseppe Maria Millosevich (Venecia, 5 de septiembre de 1848 - Roma, 5 de diciembre de 1919)

## Carrera y logros
Durante su carrera se especializó en el cálculo de órbitas de cometas y asteroides, en particular de (433) Eros.

Por el cálculo de la órbita de Eros, en 1898 y 1904 fue galardonado con el Premio per l’Astronomia de la Accademia Nazionale dei Lincei italiana; en 1911 fue galardonado con el Premio Gustave de Pontécoulant de la Academia de Ciencias de Francia de París. Publicó alrededor de 450 trabajos de distintos tamaños, así como un gran número de observaciones individuales de planetas y cometas.
| (303) Josephina | 12 de febrero de 1891 |
| (306) Unitas    | 1 de marzo de 1891    |

## Reconocimientos
El asteroide (69961) Millosevich fue denominado así en su honor.